# Велика мечеть Бамако
Велика мечеть Бамако (фр. Grande Mosquée de Bamako) — мечеть у центрі міста Бамако, Малі. Побудована на місці доколоніальної мечеті з глиняної цегли, нинішня мечеть була зведена завдяки фінансуванню уряду Саудівської Аравії наприкінці 1970-х років. Одна з найвищих споруд Бамако, вона розташована на північ від річки Нігер, поблизу центрального ринку (Гранд-Марше) та кафедрального собору Бамако колоніальної епохи. Завдяки високим цементним мінаретам, побудованим навколо квадратної центральної структури, будівля стилістично ближча до саудівських релігійних споруд, ніж до західноафриканських. Мечеть видно з більшої частини міста, і час від часу її відкривають для туристів.
У квітні 2017 року вона була перейменована на честь колишнього короля Фейсала ібн Абдель Азіза.

## Додаткова інформація
- Росс Велтон. Малі: Путівник по Брадту. Гілфорд, Коннектикут: Globe Pequot Press (2000).
- Бамако — барвиста та хаотична столиця Малі, 19 червня 2004 року. igougo.com.